# Toros y Salsa
Toros y Salsa est un festival musico-sportif se tenant chaque année aux  arènes de Dax depuis 1995. Sur trois jours en septembre, la programmation propose deux corridas et une novillada, ainsi qu'une dizaine de concerts gratuits de musiques latines.

## Années 2020

### 2025
- Vendredi : Yemaya La Banda (France);  Jorge Maldonado : Tribute Sonora Matancera
- Samedi : Son Con Cuero (France) : tributo Arsenio Rodriguez et Andy Rey (Cuba); Salsa Divas Project : Zayra Pola (Puerto Rico) / Yma America (Venezuela) / Madelín Espinosa
- Dimanche : Cachubambe (France); Orchestra Salsa Underground (Espagne / Venezuela / Pays-Bas) et Freddy Ramos (Venezuela)

### 2024
- Vendredi : Afro Latin Jam All Stars (Barcelone) + Jose Mangual Jr. Y Orquesta, invité Luis Mangual (New-York)
- Samedi : Viento Terral (Allemagne) +  Venezuelan Masters All Stars (Venezuela / Europe)
- Dimanche : Descarga Dax, Salsa Tributo Cheo Navarro

Cette édition a rendu hommage à François Charpentier, directeur artistique du festival Toros y Salsa, décédé à l’âge de 63 ans, dans la nuit du mardi 7 au mercredi 8 novembre 2023, des suites d’une maladie qu’il combattait depuis plus d’un an.

### 2023
- vendredi : 19h Las Karamba (Barcelone), 23h Papa Orbe y Los Cientificos del Sabor (Barcelone)
- samedi : 21h Encuentro Mistico (France), 23h Edwin Perez y su banda (New-York)
- dimanche : 21h Javier Perez y son-risa (Venezuela)

### 2022
- vendredi : Carlos Sarduy & The Groove Messengers (Barcelone/Cuba); Johnny Gomez & Friends (Madrid)
- samedi : La Marcha (France) +  José Alberto "El Canario" (New-York) et Mercado Negro
- dimanche : Septeto Santiaguero et Dax All Stars

## Années 2010

### 2019
- vendredi : Tromboranga (Barcelone); Ray de la Paz & Moncho Rivera
- samedi : C4 trio (Venezuela); Diabloson (Marseille); Jimmy Bosch (New-York)
- dimanche : La Dimensión Latina (annulé); Ray de la Paz & Moncho Rivera

### 2018
- Vendredi : Colectivo iye ife + Jóvenes Clásicos del Son
- Samedi :  Yuvisney Aguiklar & The Afro Cuban Jazz Quartet, Sexteto et Gerardo Rosales, Mercadonegro ft. Herman Olivera
- Dimanche : Compota de Manana

### 2017
- Vendredi : Vibes en Pachanga (Venezuela/Colombie) : Gerardo Rosales et le vibraphoniste colombien Dorance Lorza; Rigo Ruiz y Bomba Caribe (Colombie/ France
- Samedi : Yadira Ferrer (Découverte - Cuba); Tributo a Cali (Colombie/ Venezuela) par Jorge Herrera; Mercadonegro
- Dimanche : Pa'Colombia : Edgar « Dolor » Quijada et Orlando Watussi

### 2016
- Vendredi : 22h30 Gerardo Rosales présente SALSA VINTAGE invités Marcial Isturiz,Freddy Ramos,Elvin Vivencias, Joaco Arteaga. 00h30 Salsafon.
- Samedi : 19h30 Jorge Duran y su Jalea de Mambo 21h Dj22h30 Edwin Sanz y Alex Wilson (en). 1h Manny Oquendo y Libre -concert surprise.
- Dimanche : 21h El Sonido del Barrio avec Gerardo Rosales et tous les musiciens du festival

### 2015
- Vendredi 11 septembre : Dorance lorza & Sexteto cafe, Trabuco guarimba
- Samedi 12 septembre : Paz Antiguana, Jim Lopez y La nueva Edicion et Yumarya Grijt et la Sonora Venezolana - hommage a Celia Cruz
- Dimanche 13 septembre : Setenta, tributo a la salsa venezolana

### 2014
- Banda Ashé
- Gerardo Rosales y La Gran Charanga
- Yelsy Heredia
- Tamayo y su Salsa Orchestra
- Tromboranga

### 2013
- Vendredi 6 septembre
  - 23h – Sabor y Son (Barcelone)
  - 1h – Gerardo Rosales – Tribute to Kako, Cortijo & Maelo (Hollande-Venezuela)
- Samedi 7 septembre
  - 13h – Los Soneros del Caribe (animations des casetas)
  - 19h30 – Los Misticos (Hollande)
  - 22h30 – La Sonora Libre (Barcelone)
  - 1h – Orlando "Maraca" Valle y los Gigantes del Son (Cuba) (invités: Yumuri et Guillermo Rubalcaba)
- Dimanche 8 septembre
  - 13h – Los Soneros del Caribe (concert scène)
  - 19h30 – El Combo Mundial de Gerardo Rosales (Hollande)
  - 22h30 – The Cuban jazz family (avec Orlando et Ramon Valle) (Cuba)

### 2012
- [PDF] programme
- Mango Blue (Boston)
- Calle Mora et José Luis Moran (Madrid)
- Tromboranga (Barcelone)
- Marco Toro y su Ensamble (Amsterdam)
- Orquesta Palo Mayor (Venezuela)
- Los Soneros del Caribe (Marseille)

### 2011
- vendredi 9 :
  - 23 h : Diabloson invita la familia Quintero ; création Franco/ vénézuélienne
  - 1 h : Bio Ritmo (NY) ; première présentation en Europe
- Samedi 10 :
  - 19 h 30 : Descargando con los Quinteros
  - 23 h : Bloque 53 invita los soneros Frankie Vazquez (NY) y Marcial Isturiz (Venezuela) ; répertoire hommage à Joe Cuba et Cheo Feliciano
  - 1 h : Gozando con los Reyes de la salsa (Venezuela Hommage aux pionniers de la salsa au Venezuela ; avec la participation exceptionnelle de Cesar « Albondiga » Monge, Rodrigo Mendoza et Elio Pacheco
- Dimanche 11 :
  - 19 h 30 : Pibo Marquez y su Descarga Criolla (Venezuela)
  - 22 h : Bio Ritmo (NY)

### 2010
- Vendredi 10 septembre :
  - 22 h 30 - Emilio Morales y los Nuevos Amigos (Cuba)
  - 0 h 30 – Cachao’s sounds (Venezuela/ Cuba)
- Samedi 11 septembre :
  - 19 h 30 – Bloque 53 (Espagne)
  - 22 h 30 – La Timbistica (États-Unis)
  - 1 h – La Excelencia (États-Unis)
- Dimanche 12 septembre :
  - 19 h 30 – La Timbistica
  - 22 h – Emilio Morales y los Nuevos Amigos

## Années 2000

### 2009
- Vendredi 11 :
  - 22 h 30 : La SucurSAL S.A.
  - 0 h 30 : José-Luis Moran y Madridcaibo
- Samedi 12 :
  - 22 h 30 : Gerardo Rosales and Our Latin Grove
  - 1 h : Truco y Zaperoco
- Dimanche 13 septembre
  - 19 h 30 : Alfredo Cutufla y su Septeto
  - 22 h 30 : Truco y Zaperoko

### 2008
- Vendredi 5 : Lucho Cueto's Black Sugar Sextet (avec en invités : José Mangual Jr et Tito Allen) + The Venezuelan Masters - Venezuela/ Hollande
- Samedi 6 : Changüí de Guantanamo (Cuba) + Black Sugar Sextet (NY) + Justo Betancourt (NY/ Puerto Rico) accompagné par le groupe de Tito Rivera
- Dimanche 7 : Tributo a Mongo Santamaria (avec Pablito Rosario, Eddie "guagua" Rivera et Jimmy Rivera) + Venezuelan Masters avec el maestro Johnny Sedes

### 2007
- Conjunto Chappottin y sus Estrellas ( Cuba)
- Bailatino ( Venezuela)
- Grupo Esencia (plena, salsa) ( Porto Rico
- Iba A Se Latin jazz) ( États-Unis /  Porto Rico)

### 2006
- Truko y Zaperoko (fusion, salsa, Latin jazz et plena; Porto Rico)
- Fé Cortijo (fille adoptive de Rafael Cortijo) et Ismael Rivera Junior « Ismaelito » (fils d'Ismael Rivera) (Porto Rico)
- Deddie Romero et Charlie Sepulveda
- Charanga Estrellas Cubanas (Charanga, Cuba)
- détails sur buscasalsa.com

### 2005
- Ray Barretto - invité : Frankie Vázquez (Salsa - New York)
- El Septeto National Ignacio Pineiro (Son, Cuba)
- Los Papines (Rumba, Cuba)
- Charlie Sepulveda and The Turnaround (Latin jazz - Porto Rico)
- Jerry Medina’s Feelin’ Allright (Salsa - Porto Rico)
- CKS La Banda (Salsa / France-Venezuela)
- détails sur buscasalsa.com

### 2004
- Jimmy Sabater et José Mangual Jr
- Los Adolescentes (Venezuela)
- Los Soneros del Barrio (New York/Porto Rico)
- Jerry Medina + Giovanni Hidalgo
- Batacumbele
- Septeto Santiaguero (États-Unis)
- détails sur buscasalsa.com

### 2003
- Larry Harlow (New-York)
- Cuco Valoy (République dominicaine)
- Gabino Pampini (Colombie)
- Alfredo Naranjo y el Guajeo (Venezuela)
- Charanga Tipica Tropical
- Zumbao (Marseille ; Venezuela)
- Grupo changüí de Guantanamo (changüí, Cuba)

### 2002
- Tata Guines y los rumberos de Cuba et Changuito
- Descarga avec Changuito, Cachete, Juancito Torres
- Ralph Irizarry y Timbalaye (Porto Rico)
- Francisco Fellove y su orquesta (Cuba)
- Yolanda Rivera y las Estrellas del Barrio
- Orlando Watusi et Alfredo Cutufla

### 2001
- Edwin Bonilla y su Son (Miami)
- Plena Libre (Porto Rico)
- Leslie Lopez y su bomba moderna (Venezuela ; Porto Rico ; Hollande)
- Eddie Rivera y su grupo Dominion (Porto Rico ; Miami)
- La Charanga (Cuba ; France)
- Calle Caliente (Cuba ; Espagne)
- Fiesta del Soneo
- Tipico Oriental (Cuba)

### 2000
- Estrellas del pueblo : Marvin Santiago, Luigi Texidor, Adalberto Santiago, Chamaco Rivera, Zaïda Nieves
- Conexion Latina
- Quinteto Son de La Loma
- Lucas Van Merwijk and his Cubop City BIG BAND (Hollande)
- C.K.S La Banda (France ; Venezuela)
- Descarga Habanera (Cuba)

## Années 1990

### 1999
- Adalberto Santiago
- Los jovenes clasicos del Son (Cuba)
- Giovanni Hidalgo (Porto Rico)
- Hector Casanova
- Nelson Gonzalez (Cuba)
- Conexion Latina (Allemagne, Venezuela, Porto Rico, Cuba et États-Unis)
- Contradanza (Toulouse)
- Santiago Ceron (Rép. Dominicaine)
- Ivan D’Roman Montoya y son del fuego
- Gerardo Rosales y su Nueva Sonora (Venezuela)

### 1998
- Adalberto Santiago, Tito Allen et Azuquita (Porto Rico, Panama)
- Gerardo Rosales y su Sonora (Venezuela)
- Sonora La Calle (Cuba)
- Grupo Guaco (Venezuela)

### 1997
- Issac Delgado (Cuba) et Conexion Sonera (Italie)
- Adalberto Santiago (Porto Rico) et Roberto Pla (Colombie)
- Mi Son (Cuba)

### 1996
- Jóvenes Clásicos del Son (Cuba)
- Papaito (New York) et Alfredo Rodriguez (Cuba)
- Fiebre Latina (Italie)

### 1995
- Alfredo Rodriguez y su New Cuban Band (Cuba)
- Grupo Caiman (Paris, Venezuela)

## Cartels

### 2009
Samedi : Enrique Ponce, El Juli, Sébastien Castella;
Dimanche : El Fundi, El Cid, Alberto Aguilar

### 2007
Samedi : El Juli, Sébastien Castella;
Dimanche : Despedida de Cesar Rincon, Enrique Ponce, Alternative d'Ángel Teruel García

### 2006
Samedi : Cesar Rincon, El Juli;
Dimanche : Enrique Ponce, Sébastien Castella